# Hemioplisis chaonia
Hemioplisis chaonia är en fjärilsart som beskrevs av Druce 1887. Hemioplisis chaonia ingår i släktet Hemioplisis och familjen mätare. Inga underarter finns listade i Catalogue of Life.